# Guri Schanke
Guri Schanke, född 14 december 1961, är en norsk sångare och skådespelare. Hon kom tvåa i den norska motsvarigheten av TV-programmet Let's Dance 2005. Med låten Ven a bailar conmigo, som vann Norsk Melodi Grand Prix 2007, deltog hon i Eurovision Song Contest 2007 i Helsingfors i Finland, men melodin lyckades inte ta sig till finalen och slutade på artondeplats i semifinalen. Det blev första gången Norge föll ut i semifinalen efter att semifinalen införts 2004. Låten skrevs av Thomas G:son. 
Tillsammans med Elisabeth Andreassen, Hilde Lyrån og Marian Aas Hansen har Guri Schanke spelat i två revyshow, Showgirls (2007) och Showgirls 2 (2012).

## Diskografi
Album
- 2015 – Ut av mitt hjerte

Singlar
- 1989 – "Full av nattens stjerner" / "Hispaniola" (med Lars Marius Holm & Rita Eriksen)
- 1993 – "The Last Night of the World" (med Øystein Wiik)
- 1996 – "Et sted bak solnedgangen" (med Per Vollestad)
- 2007 – "Ven a bailar conmigo"
- 2015 – "Et øyeblikk"
- 2015 – "Sjanseløs"
- 2015 – "Jul, jul, strålende jul"
- 2016 – "Et øyeblikk - Summer Remix"

Medverkar på
- 1996 – Elefantus (album)
- 1997 – Josefine synger sanger (album)
- 1998 – Drømmen om Sherwoodskogen (album)